# Norrlands-Posten
Norrlands-Posten var en dagstidning som utgavs i Gävle. Tidningen grundades 1837 och blev daglig från 1897. Eftersom grundaren och chefredaktören A.P. Landin var mycket kritisk och oppositionell mot myndigheterna blev utgivningstillståndet indraget flera gånger. Efter nya utgivningsbevis startades tidningen om med namnet Nya NP, Nyare NP, Nyaste NP.
1941 slogs tidningen samman med Gefle-Posten. Efter ekonomiska problem gjordes ett försök i mitten av 1950-talet att rekonstruera tidningen och anställdes T G Wickbom som chefredaktör. Tidningen lades dock ner 1956. Under tre år på 1980-talet utgavs Norrlands-Posten som lokal söndagstidning.